# Muscicapa randi
Muscicapa randi е вид птица от семейство Muscicapidae. Видът е световно застрашен, със статут Уязвим.

## Разпространение
Видът е разпространен във Филипините.